# Franziskanerkloster Damaskus

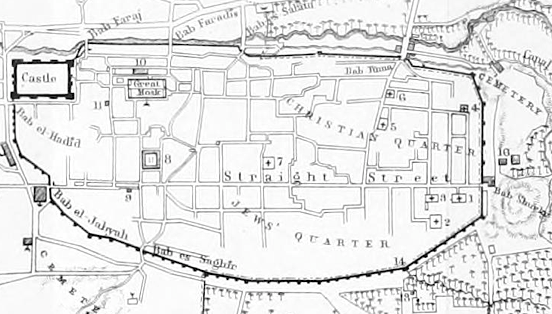
Altstadt von Damaskus 1855, mit Stadttoren und Stadtmauer. Im Nordosten bei den Stadttoren Bab Tuma und Bab Sharky das christliche Viertel (Christian Quarter) nördlich der Geraden Straße. Hier befinden sich sowohl das Lateinische Kloster (6.) als auch das Lazaristenkloster (5.)

Das Pauluskloster der Franziskaner (arabisch دير الفرنسيسكان القديس بولس), auch Lateinisches Kloster (دير اللاتين) oder Großes Kloster (الدير الكبير), ist mit der Franziskanerkirche (كنيسة الفرنسيسكان) oder Lateinischen Kirche (كنيسة اللاتينية) ein Kloster des römisch-katholischen Ordens der Franziskaner (OFM) in der syrischen Hauptstadt Damaskus und gehört zur Kustodie des Heiligen Landes. Es befindet sich im christlichen Viertel der Altstadt nahe beim Stadttor Bāb Tūmā.

## Allgemeines
Das Kloster steht an der Ecke der Klosterstraße (شارع الدير) mit der Bāb-Tūmā-Straße (شارع باب توما), die von der Bāb-Scharqi-Straße (شارع باب شرقي), dem östlichen Teil der historischen Geraden Straße, zum nordöstlichen Stadttor Bāb Tūmā (Thomastor باب توما) führt. Von letzterem aus steht es etwa 200 m südlich. Gegenüber dem Kloster an der Klosterstraße steht die maronitische Antoniuskathedrale von Damaskus.
Das Kloster und die Kirche sind dem Paulus von Tarsus geweiht, der – zunächst Verfolger der Anhänger Jesu – vor den Toren der Stadt sein Damaskuserlebnis hatte (Apg 9,3–9 ) und in Damaskus begann, als Anhänger des auferstandenen Jesus Christus zu wirken (Apg 9,20 ), ehe er – angeblich über Bab Kisan – aus der Stadt floh (Apg 9,25 ). In der Klosterkirche befindet sich beim Seitenaltar das Grab des Märtyrers Engelbert Kolland und sieben mit ihm gestorbener spanischer Franziskaner sowie weitere Reliquien. Alle elf Märtyrer von 1860 – einschließlich der drei gestorbenen maronitischen Laien – wurden am 10. Oktober 1926 von Papst Pius XI. seliggesprochen und werden am 10. Juli geehrt.
Die Franziskaner betreuen die römisch-katholischen Christen in Damaskus, die zum Apostolischen Vikariat in Syrien gehören. Allerdings sind die meisten Besucher der Franziskanerkirche keine Katholiken. Nach eigener Angabe kümmern sich die Franziskaner in Damaskus um Christen aller Konfessionen, da bei den Orthodoxen keine intensive Pastoralarbeit üblich sei. Im Jahre 2020 ist Pater Bahjat Elia Karakach Leiter des Franziskanerklosters.

## Geschichte
Die Franziskaner sind mit ihrem Kloster in Damaskus bereits seit Jahrhunderten präsent, wobei Brüder aus Spanien eine Hauptrolle spielten. Laut dem Handbuch der biblischen Erd- und Länderkunde von 1844 war das Kloster der Franziskaner vom heiligen Lande, in dem acht Priester aus Spanien lebten, eines von drei römisch-katholischen Klöstern in Damaskus, und zwar neben dem Kloster der Lazaristen (an der Einmündung der Al-Azriya-Gasse / Lazarusgasse in die Bab-Tuma-Straße) und dem Kloster der Kapuziner, in dem 1832 aber nur noch ein einziger Pater wohnte. Das Verschwinden des Paters Tomaso und seines muslimischen Dieners Ibrahim Amara am 5. Februar 1840 aus dem heute nicht mehr existierenden Kapuzinerkloster führten zur so genannten Damaskusaffäre, bei der Juden der Stadt des Ritualmords angeklagt wurden und es zu schweren Ausschreitungen gegen Juden kam.

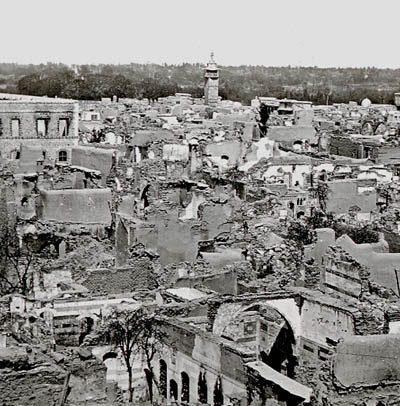
Das zerstörte Christenquartier von Damaskus, 1860

Im Zuge des Bürgerkriegs im Libanongebirge wurde das christliche Stadtviertel von Damaskus am 9. Juli 1860 von drusischen Milizen gebrandschatzt, wobei viele Christen zunächst im Pauluskloster Zuflucht fanden. Den Milizionären gelang es jedoch – angeblich durch Verrat – in das Kloster einzudringen und es zu verwüsten. Elf christliche Märtyrer fanden dabei den Tod: der aus Tirol stammende Engelbert Kolland, sieben spanische Ordensbrüder – Manuel Ruiz (auch Emmanuel Ruiz genannt), Juan Jacobo Fernández, Carmelo Volta, Nicanor Ascanio, Pedro Soler, Nicolás María Alberca und Francisco Pinazo – und die drei maronitischen Brüder Masabki – Fransis, ‘Abd al-Muti und Rufayil –, nachdem sie sich geweigert hatten, vom Glauben an Jesus Christus abzuschwören.
Das zerstörte Kapuzinerkloster wurde nach dem Drusenaufstand nicht mehr aufgebaut. 1866 wurden die Epitaphe des seit der Damaskusaffäre 1840 vermissten Kapuzinerpaters Thomas und seines muslimischen Dieners Ibrahim Amara von dort in die Franziskanerkirche überführt, wo sie sich noch heute befinden. Seinerzeit wurde in das Epitaph des Paters auf Italienisch und Arabisch eingraviert: „Hier ruhen die Gebeine von Pater Thomas aus Sardinien, apostolischer Kapuziner-Missionar, ermordet von Juden am 5. Februar 1840.“
Ab 2013 im Bürgerkrieg in Syrien kam das Stadtviertel am Bab Tuma wiederholt unter Beschuss durch islamistische Rebellen. Am 8. Januar 2018 wurden vom östlichen Ghuta aus nach einer längeren Phase der Ruhe erneut Mörsergranaten der Islamisten auf die Altstadt von Damaskus abgeschossen, und die Angriffe wurden in den folgenden Wochen fortgesetzt. Neben der maronitischen Kathedrale, wo nach Berichten bis zu fünf Menschen am 8. Januar starben, wurden auch die Gebäude der Franziskaner schwer getroffen. Am 21. Februar 2018 starben drei Kinder durch einen Granatenangriff auf die Franziskanerschule. Einen weiteren gezielten Angriff auf christliche Schulen in Damaskus gab es am 1. März 2018. Nach Angaben des Franziskanerpaters Bahjat Elia Karach schlugen die 13 Raketen genau zu dem Zeitpunkt ein, als die Schule aus war. Das Ziel der Rebellen in Ost-Ghuta sei es also gewesen, möglichst viele Kinder zu töten. Die Bombardements endeten mit der Eroberung von Ost-Ghuta durch die syrische Armee im April 2018.